# Владан Даниловић
Владан Даниловић (Фоча, 27. јул 1999) српски и босанскохерцеговачки је фудбалер. Игра на позицији везног играча, а тренутно наступа за португалски Деспортиво Национал.

## Каријера

### Клуб
Рођен је 27. јула 1999. године у Фочи. Фудбалску каријеру је почео у млађим категоријама Сутјеске из Фоче, за коју је почео да наступа од 2009. године. Игра на позицији везног играча. У јуну 2016. прешао је у бањалучки Борац. Професионално је дебитовао 24. септембра против Борца из Шамца када је имао 17 година. Дана 11. марта 2017. постигао је први и уједно победнички гол против Текстилца. Током 2018. године, постојала је могућност да Даниловић пређе у редове београдске Црвене звезде, али до трансфера није дошло.

### Репрезентација
Члан је сениорске репрезентације БиХ. Играо је за репрезентације БиХ до 19 година и до 21 године.

## Статистика каријере

### Клуб
Ажурирано 21. септембар 2020.
| Клуб            | Сезона  | Лига                              | Лига | Лига | Куп | Куп | Европа | Европа | Укупно | Укупно |
| Клуб            | Сезона  | Првенство                         | Ута  | Гол  | Ута | Гол | Ута    | Гол    | Ута    | Гол    |
| --------------- | ------- | --------------------------------- | ---- | ---- | --- | --- | ------ | ------ | ------ | ------ |
| Борац Бања Лука | 2016/17 | Прва лига Републике Српске        | 21   | 2    | 1   | 0   | –      | –      | 22     | 2      |
| Борац Бања Лука | 2017/18 | Премијер лига Босне и Херцеговине | 29   | 1    | 1   | 0   | –      | –      | 30     | 1      |
| Борац Бања Лука | 2018/19 | Прва лига Републике Српске        | 23   | 4    | 4   | 1   | –      | –      | 27     | 5      |
| Борац Бања Лука | 2019/20 | Премијер лига Босне и Херцеговине | 20   | 0    | 2   | 0   | –      | –      | 22     | 0      |
| Борац Бања Лука | 2020/21 | Премијер лига Босне и Херцеговине | 7    | 3    | 0   | 0   | 2      | 0      | 9      | 3      |
| Борац Бања Лука | Укупно  | Укупно                            | 100  | 10   | 8   | 1   | 2      | 0      | 110    | 11     |

## Трофеји
Борац Бања Лука
- Прва лига Републике Српске: 2016/17, 2018/19.